# لجنة الأمم المتحدة الاقتصادية والاجتماعية لغرب آسيا
لجنة الأمم المتحدة الاقتصادية والاجتماعية لغرب آسيا (بالإنجليزية: United Nations Economic and Social Commission for Western Asia)‏ وتعرف باسم إسكوا نسبة للاختصار (بالإنجليزية: ESCWA)‏ وهي واحدة من خمس لجان إقليمية أسسها المجلس الاقتصادي والاجتماعي للأمم المتحدة ومقرها الرئيسي في بيروت، لبنان.
ينص ميثاق الأمم المتحدة على توفير عوامل الاستقرار والرفاه. وكلاهما عنصران أساسيان لإقامة علاقات سليمة وودية بين الأمم، وذلك على أساس احترام مبدأ المساواة في الحقوق، الذي يضمن لها حق تقرير المصير ويوفر فرصاً متساوية، بما في ذلك تحقيق مستوى معيشة أفضل وتأمين العمل للجميع، من خلال التحفيز المستمر للنمو الاقتصادي والتنمية الاجتماعية.
وفي ضوء ذلك، أنشئت اللجان الإقليمية الخمس في الأمم المتحدة. والهدف منها هو تحقيق الأهداف الاقتصادية والاجتماعية الواردة في الميثاق، من خلال تعزيز التعاون والتكامل فيما بين البلدان في كل منطقة من مناطق العالم. واللجان الإقليمية هي: اللجنة الاقتصادية لأوروبا (1947)، واللجنة الاقتصادية والاجتماعية لآسيا والمحيط الهادئ (1947)، واللجنة الاقتصادية لأمريكا اللاتينية ومنطقة البحر الكاريبي (1948)، واللجنة الاقتصادية لأفريقيا (1958)، واللجنة الاقتصادية والاجتماعية لغربي آسيا (1973)."

## تاريخ

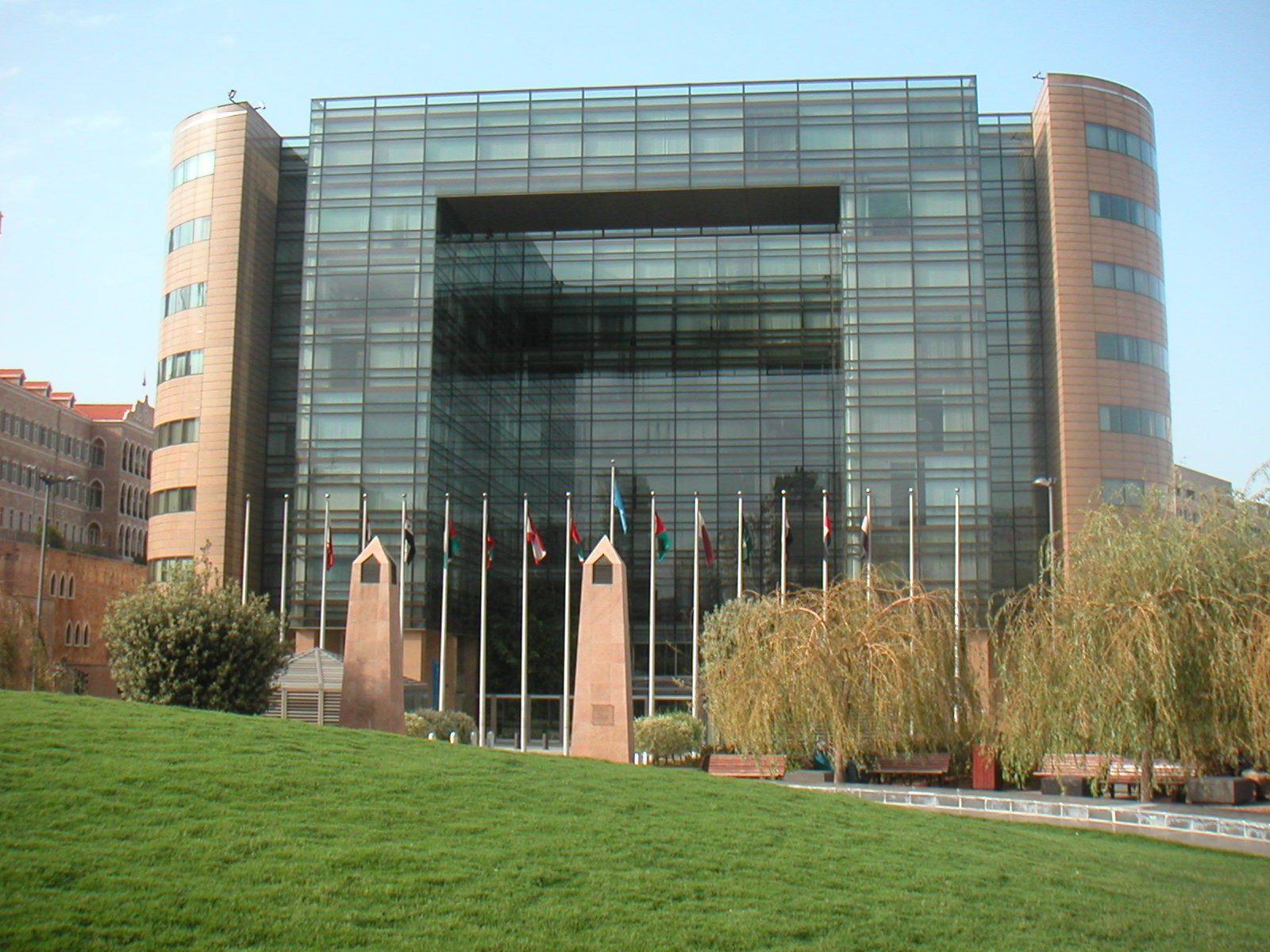
مقر الاسكوا موجود في العاصمة اللبنانية، بيروت.

تأسست اللجنة عام 1973. وقد أسسها المجلس الاقتصادي والاجتماعي للأمم المتحدة التابع للأمم المتحدة بقرار 1818 (LV) كبديل لمكتب الأمم المتحدة الاقتصادي والاجتماعي في بيروت (يونيسوب). وقد تبدل الاسم عام 1985.
- 9 آب/أغسطس 1973: تأسست الإسكوا بموجب قرار المجلس الاقتصادي والاجتماعي التابع للأمم المتحدة 1818 (د-55) لتحل محل مكتب الأمم المتحدة الاقتصادي والاجتماعي في بيروت. وقد سميت آنذاك «اللجنة الاقتصادية لغربي آسيا (الإكوا)».
- 26 تموز/يوليو 1985: أعيدت تسميتها فأصبحت «اللجنة الاقتصادية والاجتماعية لغربي آسيا» (الإسكوا)، وذلك بهدف الإقرار بالجانب الاجتماعي من عملها.
- 1982-1991: انتقلت الإسكوا من بيروت إلى بغداد إثر الاجتياح الإسرائيلي للبنان في عام 1982، وبقيت في العاصمة العراقية حتى عام 1991.
- 1991-1997: انتقلت الإسكوا من بغداد إلى عمّان إثر حرب الخليج الثانية في عام 1991، وبقيت في العاصمة الأردنية حتى عام 1997.
- تشرين الأول/أكتوبر 1997: عادت إلى بيروت، العاصمة اللبنانية، التي كانت المقر الدائم لها.

## أهدافها
- تحفيز عمليات التنمية الاقتصادية والاجتماعية في بلدان المنطقة؛
- تعزيز التعاون فيما بين بلدان المنطقة؛
- تحقيق التفاعل بين بلدان المنطقة وتبادل المعلومات حول التجارب والممارسات الجيدة والدروس المكتسبة؛
- تحقيق التكامل الإقليمي بين البلدان الأعضاء؛
- تحقيق التفاعل بين منطقة غربي آسيا وسائر مناطق العالم، وإطلاع العالم الخارجي على ظروف بلدان هذه المنطقة واحتياجاتها.

## مهامّها
توفر الإسكوا إطاراً لصياغة السياسات القطاعية للبلدان الأعضاء ومواءمتها، ومنبراً للالتقاء والتنسيق، وبيتاً للخبرات والمعرفة، ومرصداً للمعلومات. ويتم تنفيذ أنشطة الإسكوا من خلال التنسيق بين كل الأقسام والمكاتب الرئيسية في مقر الأمم المتحدة والوكالات المتخصصة والمنظمات الدولية والإقليمية، ولا سيما جامعة الدول العربية ومنظماتها ومجلس التعاون الخليجي.

## الدول الأعضاء

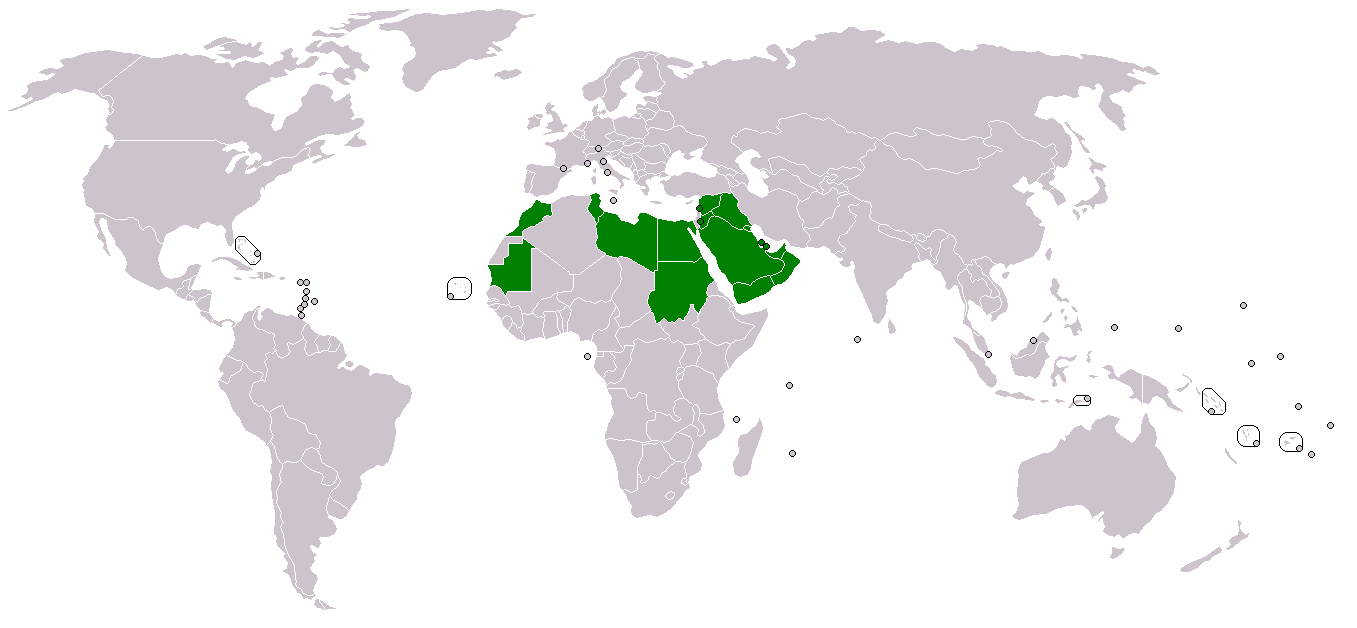
الدول الأعضاء

- الأردن
- الإمارات العربية المتحدة
- البحرين
- تونس
- الجزائر
- سوريا
- السودان
- الصومال
- العراق
- عُمان
- فلسطين
- قطر
- الكويت
- لبنان
- ليبيا
- مصر
- المغرب
- موريتانيا
- السعودية
- اليمن

## الموقع
تقع مكاتب “الأمم المتحدة - الإسكوا” الرئيسية في قلب مدينة بيروت العاصمة اللبنانية بالقرب من السراي الكبير موقع مكاتب رئاسة الوزراء اللبنانية، ومبنى البرلمان اللبناني.

## التمويل
تمويل اللجنة عادة ما يأتي من قبل التمويل العام للأمم المتحدة، حيث يتم الصرف بناء على الموازنة التفصيلية للإسكوا. وعادة ما تأتي هذه الأموال من الدول الأعضاء للأمم المتحدة. ولبعض المشاريع الخاصة وضمن اتفاقات محددة مع بعض الدول أو المنظمات أو أطراف ثالثة تمول هذه المشاريع انفراديا من قبل هذه الأطراف حسب الحالة المخصصة لكل مشروع.

## الأمين العام للإسكوا
- رولا دشتي (2019 - حتى الآن)

## أمناء تنفيذيون سابقون
- محمد علي الحكيم 2017 - 2018
- ريما خلف 2010 - 2017
- بدر الدفع 2007 – 2010
- مرفت تلاوي 2000 – 2007
- حازم الببلاوي 1995 – 2000
- صباح الدين بقجه جي 1993 – 1995
- تيسير عبد الجابر 1989 – 1993
- محمد سعيد النابلسي 1985 – 1988
- محمد سعيد العطار 1974 - 1985

## وصلات خارجية
- الموقع الرسمي